# Arnold Čikobava
Arnold Čikobava (gruzinsko არნოლდ ჩიქობავა, rusko Арно́льд Степа́нович Чикоба́ва), gruzijsko-sovjetski jezikoslovec in filolog, * 14. marec 1898, Sačikobavo, Samegrelo, Kutajska gubernija, Ruski imperij (sedaj Gruzija), † 5. november 1985, Tbilisi, Sovjetska zveza (sedaj Gruzija).
Čikobava je najbolj znan po svojih doprinosih na področju kavkaških študij in kot eden najbolj dejavnih kritikov Marrove sporne monogenetične jafetske teorije o jeziku.

## Življenje in delo
Diplomiral je na tedaj novoustanovljeni Državni univerzi v Tbilisiju leta 1922 in tu tudi doktoriral. Med letoma 1926 in 1933 je bil docent, med letoma 1933 in 1985 pa profesor. Mnogo let je vodil Oddelek za kavkaške študije na Državni univerzi v Tbilisiju (1933–60) in Oddelek za ibero-kavkaške jezike na Jezikoslovnem inštitutu v Tbilisiju (1936–85). Inštitut, katerega predstojnik je bil Čikobava med letoma 1950 in 1952, je sedaj imenovan po njem. Leta 1941 je bil eden od ustanoviteljev Gruzijske akademije znanosti in bil izvoljen v njeno predsedstvo od leta 1950 do 1963. Za svoje plodno delo je prejel številne sovjetske in mednarodne nagrade in nazive.
Napisal je vrsto gruzijskih slovarjev in vplivnih del o strukturi in zgodovini kavkaških jezikov.
Večino svoje slave pa je pridobil s kritiko Marrove spekulativne jezikoslovne teorije, ki so jo sovjetski učenjaki nekaj časa sprejeli kot uradno ideologijo. Medtem ko je bila večina Marrovih nasprotnikov pod močnim pritiskom sovjetskih oblasti, je Čikobavi koristilo njegovo prijateljstvo s prvim sekretarjem gruzijskega centralnega komiteja Kandidom Čarkvianijem in je nadaljeval svoje napade na Marrove domneve. Končno je svoje poročilo poslal Stalinu. Stalina je osebno srečal leta 1950. Kmalu je Stalin Marrovo teorijo obsodil v svojem znamenitem članku Marksizem in problemi jezikoslovja  v Pravdi o jezikoslovju (dejanski avtor članka pa je bil najverjetneje Čikobava sam).
Čikobava je umrl v Tbilisiju v starosti 87 let. Pokopali so na območju Državne univerze v Tbilisiju.